# Erik Stigman
Erik Stigman, död i april 1682, var en svensk dansmästare hos hertig Adolf och vid Uppsala universitet död 1682.
Erik Stigmans härkomst är okänd. När hans herre Adolf Johan av Pfalz-Zweibrücken vistades utomlands anhöll han 1679 hos konsistoriet att få undervisa i Uppsala. Han hade tjänat några år för hertig Adolfs söner och vistats några år i Uppsala och undervisat några elever. 14 april 1680 fick han universitetskanslerns beställningsbrev att vara ordinarie dansmästare men det blev utan lön från universitetet. Stigman dog i april 1682 och begravdes 17 maj. Han var gift med Maria Svensdotter Lind.